# 미끼 (2023년 영화)
《미끼》는 2023년에 개봉한 대한민국의 영화이다.

## 캐스팅

### 주연
- 백진희: 주영 역
- 송재림: 송무혁 역
- 배유람: 혁수 역

### 조연
- 김정난: 도혜진 역